# Katastrofa lotu Kenya Airways 507
Katastrofa lotu Kenya Airways 507 – wypadek lotniczy z udziałem samolotu Boeing 737-800 linii Kenya Airways (lot KQ 507) na trasie Abidżan-Nairobi z międzylądowaniem w Duali, który 5 maja 2007, krótko po starcie z Duali ze 114 osobami na pokładzie, rozbił się 5,42 km od końca drogi startowej lotniska w Duali. Wszyscy na pokładzie zginęli.

## Przebieg lotu
5 maja 2007 Boeing 737-800 Kenya Airways (nr rejestracyjny: 5Y-KYA; nowy samolot, który wykonał pierwszy lot 9 października 2006) odbywał rejs nr 507 z Abidżanu (Wybrzeże Kości Słoniowej) do Nairobi w Kenii, z międzylądowaniem w kameruńskiej Duali w celu pobrania dodatkowych pasażerów.
Pięć minut po północy czasu lokalnego maszyna ze 105 pasażerami i dziewięcioma członkami załogi na pokładzie, z godzinnym opóźnieniem spowodowanym ulewnym deszczem wyruszyła z Duali do Nairobi. W czasie startu nad okolicą szalała burza. Samolot wystartował z pasa nr 12, po czym załoga otrzymała pozwolenie na wznoszenie na pułap 1500 metrów.
Krótko po starcie piloci po raz ostatni skontaktowali się z wieżą kontrolną w Duali, zaraz później pojawił się automatyczny sygnał sytuacji krytycznej. Krótko potem utracono wszelki kontakt z samolotem. Kenijscy specjaliści zaopiniowali 8 maja 2007, że lot trwał zaledwie 30 sekund. Planowo samolot miał przybyć do Nairobi o 6.15 rano lokalnego czasu.

## Obywatelstwo ofiar
| Państwo                       | Liczba ofiar |
| ----------------------------- | ------------ |
| Kamerun                       | 37           |
| Indie                         | 15           |
| Kenia                         | 9            |
| Południowa Afryka             | 7            |
| Nigeria                       | 6            |
| Wybrzeże Kości Słoniowej      | 6            |
| Chiny                         | 5            |
| Wielka Brytania               | 5            |
| Niger                         | 3            |
| Demokratyczna Republika Konga | 2            |
| Gwinea Równikowa              | 2            |
| Republika Środkowoafrykańska  | 2            |
| Burkina Faso                  | 1            |
| Egipt                         | 1            |
| Ghana                         | 1            |
| Komory                        | 1            |
| Kongo                         | 1            |
| Korea Południowa              | 1            |
| Mali                          | 1            |
| Mauretania                    | 1            |
| Mauritius                     | 1            |
| Senegal                       | 1            |
| Szwajcaria                    | 1            |
| Szwecja                       | 1            |
| Stany Zjednoczone             | 1            |
| Tanzania                      | 1            |
| Togo                          | 1            |
| Razem                         | 114          |

- Źródło[13]:

Wśród ofiar było troje kameruńskich sędziów piłkarskich, lecących do Kinszasy na mecz Afrykańskiego Pucharu Konfederacji.

## Odnalezienie wraku
Ekipy ratowników, wspomagane przez miejscową ludność, torując drogę maczetami, dotarły do wraku wieczorem 6 maja 2007, 40 godzin po wypadku. Szczątki samolotu znajdowały się jedynie 5,42 km na południe (176°) od końca drogi startowej na kierunku 12 portu lotniczego w Duali.
Maszyna roztrzaskała się na wiele fragmentów o tereny namorzynowe – większość fragmentów kadłuba pogrążyło się w bagnie, toteż odnajdywanie ciał i przeczesywanie miejsca wypadku okazało się poważnie utrudnionym zadaniem.
Wszyscy na pokładzie zginęli. Reporter BBC News stwierdził, że nie mógł dostrzec ani jednego ciała w całości, tylko ich fragmenty. 10 maja 2007 zaczęto po raz pierwszy wydobywać ciała z wnętrza zanurzonego w bagnie kadłuba.

## Przyczyny wypadku
Odnaleziono „czarną skrzynkę” z ogona samolotu z zapisem elektronicznym parametrów lotu. Według wstępnych analiz „czarnej skrzynki”, tuż przed tragedią piloci wykonali gwałtowny skręt w prawo.
Rejestrator rozmów w kokpicie (ang. Cocpit Voice Recorder – CVR) odnaleziono dopiero 16 czerwca. Siła uderzenia wbiła go w bagno na głębokość piętnastu metrów.
Po żmudnym i długotrwałym dochodzeniu wydano końcowy raport 28 kwietnia 2010 roku przez CCAA, który mówi, że samolot rozbił się w wyniku utraty kontroli nad samolotem z powodu dezorientacji przestrzennej. Załoga nie zwróciła uwagi na przyrządy pokładowe, które wskazywały nieustający przechył na prawe skrzydło.
Niewłaściwa kontrola operacyjna, brak koordynacji załogi, w połączeniu z nieprzestrzeganiem procedur kontroli lotu, wprowadzenie błędnych danych do autopilota również przyczyniły się do tego wypadku.